# Wilersee
Der Wilersee ist ein Toteissee in der Gemeinde Menzingen im Schweizer Kanton Zug.

## Lage
Der See liegt in einer Mulde vor dem Dorf Finstersee auf einer Höhe von 729 Metern, eingebettet in eine grüne Hügellandschaft. Im See darf man fischen. In der Nähe befindet sich eine Postautohaltestelle.

## Entstehungsgeschichte
Der See entstand nach der letzten Eiszeit in einer abflusslosen Geländemulde.